# Le Sexe qui parle
Le Sexe qui parle (englischer Titel Pussy Talk) ist ein französischer Pornofilm des Regisseurs Claude Mulot aus dem Jahr 1975. Der Film wird der Zeit des Porno Chic in der Mitte der 1970er Jahre zugeordnet, in der pornografische Filme Zugang zum Mainstream-Publikum fanden, und war international erfolgreich. In den Vereinigten Staaten wurde der Film ebenfalls 1975 veröffentlicht, in Deutschland erst im Jahr 1976.

## Handlung
Der Film handelt von der in Paris lebenden Joëlle, die über eine sprechende Vulva verfügt. Ihr Geschlechtsteil ist dabei sehr direkt und spricht Dinge aus, die Joëlle selbst nie sagen würde, und zwingt sie zu sexuellen Aktivitäten, die sie selbst nicht machen würde. Vor allem ihr Ehemann Eric wird von ihrer Vulva beschimpft und durch ihre Unzufriedenheit mit Eric zwingt sie Joëlle dazu, etwa ihren Arbeitskollegen oral zu befriedigen oder die Freunde Erics anzumachen. Gemeinsam mit seiner Frau sucht Eric erfolglos eine Psychoanalytikerin auf, da er den Grund für dieses Verhalten in einem sexuellen Trauma sieht. 
Die Psychiaterin beruft eine Pressekonferenz ein, um über die sprechende Vulva zu berichten und Joëlle und Eric fliehen daraufhin vor der Presse in ein Hotel. Hier kommt es zu einem Dialog zwischen Eric und der Vulva, während Joëlle schläft, in dem die Vulva Eric von ihrem Geschlechtsleben vor Eric erzählt und ihm klarmacht, dass er ein schlechter Liebhaber ist. Nach Erika Lust beschließt Eric, „den Begriff Kampf der Geschlechter in seiner vollen Bedeutung umzusetzen, und versucht, Joëlles Möse zum Schweigen zu bringen, indem er ihr mit seinem Schwanz das Maul stopft.“
Aus der Perspektive der Vulva wird in dem Film regelmäßig gezeigt, was diese sieht, wobei dabei ein senkrechter mandelförmiger Ausschnitt gezeigt wird.

## Hintergrund
Der Film Le Sexe qui parle baut auf der erotischen Romanvorlage Die indiskreten Kleinode (französischer Originaltitel: Les bijoux indiscrets) von Denis Diderot auf, die 1748 zunächst anonym bei Laurent Durand erschien. Die Handlung spielt in einem fiktiven Sultanat Kongo um den Sultan Mangogul und seine Favoritin Mirzoza, die von einem Erfinder einen Ring geschenkt bekommen, mit dem er die „bijoux“, die „Kleinode“ bzw. die „Schmuckstücke“ der Frauen, also die Vulva, zum Erzählen bringen kann. Der Roman wurde zu einer Allegorie der Herrschaft des französischen Königs Ludwig XV. und seiner Mätresse Madame de Pompadour. Damit nutzte Diderot das Motiv der Vagina loquens, das wahrscheinlich zum ersten Mal in der Literatur bei der mittelalterlichen Fabliau Le Chevalier Qui Fist Parler les Cons aus dem 13. Jahrhundert auftaucht. Zentral daran ist, dass die „unteren Lippen“ der Frau hier die Wahrheiten aussprechen, die die oberen Lippen sich nicht zu sagen trauen.
Der Regisseur Claude Mulot übernahm die Geschichte der sprechenden Vulva und setzte sie für seine Geschichte der sprechenden Vulva um. Später wurde das Motiv unter anderem auch in dem Film Chatterbox von 1977  von Tom DeSimone eingesetzt, der eine Softcore-Komödie auf der Basis der Vorlage von Mulot darstellt. Auch das moderne Theaterstück Die Vagina-Monologe baut auf dem Motiv der sprechenden Vulva oder Vagina auf.

## Rezeption
Der Film Le Sexe qui parle wird dem Porno Chic zugeordnet, dem vor allem Filme der frühen 1970er Jahre wie Deep Throat, Behind the Green Door oder The Devil in Miss Jones zugeordnet werden. Er war international erfolgreich und nahm auch Einfluss auf andere Filme, darunter etwa auf den an My Fair Lady angelehnten Film The Opening of Misty Beethoven, bei dem eine Szene aus Le Sexe qui parle innerhalb der frühen Handlung in einem Pornofilm gezeigt wird.
In ihrem Buch X – Porno für Frauen widmet Erika Lust dem Film eine „besondere Erwähnung“ in ihrer Sammlung von Pornofilmen, da er der einzige ist, „in dem die Protagonistin buchstäblich das ausspricht, was ihre Möse zu sagen hat.“ Diese Eigenschaft der Vulva „jagt den Männern mehr Angst ein als der Mythos von der mit scharfen Zähnen bestückten Vagina,“ der Vagina dentata. Nach ihrer Analyse ist der Film eine für das Pornokino „gewagte Mischung aus Ungewöhnlichkeit und Humor“.

## Belege
1. 1 2  Le Sexe qui parle bei IMDb
2. 1 2 3 4 5  Erika Lust: X - Porno für Frauen. Wilhelm Heyne Verlag, München 2009, S. 198. ISBN 978-3-453-67572-8
3. 1 2  Amdrew Aberdein: Strange Bedfellows: The Interpenetration of Philosophy and Pornography. (Memento vom 9. November 2014 im Internet Archive) In: Dave Monroe (Hrsg.): Porn - Philosophy for Everyone. Wiley, 2010. S. 1–2. (PDF; 353 kB)
4. ↑  Emma L. E. Rees: The Vagina: A Literary and Cultural History. Bloomsbury Publishing USA, 2013; S. 108.